# Херфорд (Техас)
Херфорд (англ. Hereford) — город в США, расположенный в северо-западной части штата Техас, административный центр округа Деф-Смит. По данным переписи за 2010 год число жителей составляло 15 370 человек, по оценке Бюро переписи США в 2018 году в городе проживало 14 938 человек.

## История
Завершение строительства железной дороги Pecos and Northern Texas Railway в 1899 году вызвало рост на пути следования поездов нового населённого пункта, основанного на год раньше. Город изначально назывался Блю-Уотер по цвету воды в ручье Тьерра-Бланка. После того, как почтовая служба указала на наличие другого города в Техасе с таким же названием, жители города переименовали его в Херфорд. К завершению строительства железной дороги Херфорд стал новым административным центром сменив Ла-Плату на этом посту.
В 1900 году открылась первая общественная школа города, в городе функционировали две гостиницы, ресторан, несколько магазинов. В 1901 году начался выпуск первой газеты, Hereford Reporter, в 1902 году в городе было пять церквей, открылся колледж Херфорда. В 1903 году был принят устав города, началось формирование органов местного управления, однако проигравшие на местных выборах собрали референдум и введение местного управления было отменено. В 1906 году был принят новый устав. В 1910 году, после двух крупных пожаров, в городе был создан отряд пожарных. Также в тот период были проведены электричество и телефонная связь, открыта первая библиотека.
С момента образования города, жители использовали колодцы для добычи воды. В 1910 году в регионе была создана первая ирригационная система, а расцвет ирригационного сельского хозяйства пришёлся на 1930-1940 годы. В 1948 году Херфорд получил прозвище «город без зубной боли» после того как один дантист сделал заключение о пользе местной воды, богатой фторидами. Позже заключение было подтверждено департаментом здравоохранения Техаса, а вода стала популярным товаром по всему миру.
Во время Второй мировой войны, к югу от города располагался лагерь военнопленных, в котором содержались преимущественно итальянские граждане. С 1964 года работал завод по обработке сахарной свёклы. К 1985 году в Херфорде работало 385 предприятий, 17 церквей, 11 школ, 14 парков, больничный комплекс. Основными отраслями региона оставались скотоводство и мясо переработка, сельское хозяйство.

## География
Херфорд находится в юго-восточной части округа, его координаты: 34°49′23″ с. ш. 102°24′00″ з. д..
Согласно данным бюро переписи США, площадь города составляет около 15,9 км2, полностью занятых сушей.

### Климат
Согласно классификации климатов Кёппена, в Херфорде преобладает семиаридный климат умеренных широт (BSk).
| Показатель                | Янв. | Фев. | Март | Апр. | Май  | Июнь | Июль | Авг. | Сен. | Окт. | Нояб. | Дек. | Год  |
| ------------------------- | ---- | ---- | ---- | ---- | ---- | ---- | ---- | ---- | ---- | ---- | ----- | ---- | ---- |
| Абсолютный максимум, °C   | 27   | 27   | 36   | 35   | 37   | 43   | 41   | 40   | 38   | 33   | 29    | 26   | 43   |
| Средний максимум, °C      | 9    | 11,6 | 17,9 | 21,8 | 26,1 | 32,2 | 33,7 | 31,4 | 28,7 | 22,9 | 14,2  | 12,3 | 21,9 |
| Средняя температура, °C   | 3    | 4    | 8    | 13   | 18   | 23   | 24   | 24   | 20   | 14   | 7     | 3    | 13   |
| Средний минимум, °C       | −7,4 | −5,4 | −1,3 | 3,6  | 8,6  | 14,1 | 16,8 | 15,6 | 11,8 | 4,8  | −2,3  | −5,5 | 4,5  |
| Абсолютный минимум, °C    | −24  | −27  | −17  | −10  | −8   | 4    | 11   | 1    |      | −5   |       | −24  | −27  |
| Норма осадков, мм         | 10   | 13   | 12   | 24   | 64   | 50   | 60   | 76   | 44   | 22   | 14    | 4    | 393  |
| Источник: weatherbase.com |      |      |      |      |      |      |      |      |      |      |       |      |      |

## Население
Согласно переписи населения 2010 года в городе проживало 15 370 человек, было 4989 домохозяйств и 3788 семей. Расовый состав города: 77,1 % — белые, 1,4 % — афроамериканцы, 1 % — коренные жители США, 0,3 % — азиаты, 0 % (2 человека) — жители Гавайев или Океании, 17,6 % — другие расы, 2,5 % — две и более расы. Число испаноязычных жителей любых рас составило 71,7 %.
Из 4989 домохозяйств, в 46,3 % живут дети младше 18 лет. 53,2 % домохозяйств представляли собой совместно проживающие супружеские пары (25,7 % с детьми младше 18 лет), в 16,1 % домохозяйств женщины проживали без мужей, в 6,7 % домохозяйств мужчины проживали без жён, 24,1 % домохозяйств не являлись семьями. В 20,3 % домохозяйств проживал только один человек, 9,4 % составляли одинокие пожилые люди (старше 65 лет). Средний размер домохозяйства составлял 3,01 человека. Средний размер семьи — 3,47 человека.
Население города по возрастному диапазону распределилось следующим образом: 36,4 % — жители младше 20 лет, 26,3 % находятся в возрасте от 20 до 39, 26,4 % — от 40 до 64, 10,9 % — 65 лет и старше. Средний возраст составляет 30 лет.
Согласно данным пятилетнего опроса 2018 года, медианный доход домохозяйства в Херфорде составляет 50 722 доллара США в год, медианный доход семьи — 61 786 долларов. Доход на душу населения в городе составляет 20 592 доллара. Около 16,8 % семей и 18,4 % населения находятся за чертой бедности. В том числе 26,4 % в возрасте до 18 лет и 19,7 % старше 65 лет.

## Местное управление
Управление городом осуществляется мэром и городской комиссией, состоящей из 6 человек. Мэр и два члена комиссии выбираются всем городом, а четыре других комиссионера избираются по округам. Каждая позиция переизбирается каждые два года.

## Инфраструктура и транспорт
Основными автомагистралями, проходящими через Херфорд, являются:
- автомагистраль 60 США идёт с северо-востока от Каньона на юго-запад к Фаруэллу.
- автомагистраль 385 США идёт с севера от Веги на юг к Диммитту.

В городе располагается муниципальный аэропорт Херфорда. Аэропорт располагает двумя взлётно-посадочными полосами длиной 1859 и 1160 метров. Ближайшим аэропортом, выполняющим коммерческие рейсы, является международный аэропорт Рика Хасбанда в Амарилло. Аэропорт находится примерно в 90 километрах к северо-востоку от Херфорда.

## Образование
Город обслуживается консолидированным независимым школьным округом Херфорд.

## Экономика
Согласно аудиту города на 2016-2017 финансовый год, Херфорд владел активами на $32,69 млн, долговые обязательства города составляли $10,03 млн. Доходы города составили $8,22 млн, расходы города — $10,71 млн.

## Отдых и развлечения
Ежегодно в городе проводятся серии концертов, а с 1975 года проходит самое большое в США женское родео. В город основан национальный музей и зал славы женщин-ковбоев. Также в Херфорде располагается музей округа Деф-Смит.

## Галерея
- Открытка с изображением Херфорда, 1909 год
- Центр города с элеватором на заднем плане
- Городская ратуша
- Банк First Bank Southwest
- Католическая церковь святого Антония в Херфорде.
- Городской бассейн
- Депо Херфорда
- Офис газеты Hereford Brand
- Известный в прошлом магазин Mills Ranch Western Store